# Fosfolipase C

Sítios de ruptura de las diferentes fosfolipases. As enzimas das fosfolipasas C cortam fosfolípidos imediatamente antes do fosfato na posição R_{3}.

As fosfolipases C (PLC, em inglês phospholypase C) são uma família de enzimas que fazem clivagem de fosfolipídios imediatamente antes do grupo fosfato. De maneira gerale, esta nomenclatura é dada à forma da enzima que se encontra nos humanos como EC 3.1.4.11 e que desempenha um papel importante na fisiologia das células eucariontes, em particular na transdução de sinais celulares. 
A família das fosfolipases C contém 13 membros que são subdivididos em 6 classes (β, γ, ε, ζ and η). As PLCs são comumente proteínas citoplasmáticas que se deslocam para a membrana plasmática a fim de executar sua função de clivagem. Até o momento, não se conhece precisamente como ocorre a ativação das isoformas específicas da PLC quando a célula recebe sinais externos por diferentes receptores na membrana. Mesmo assim, a ativação da PLC por diversos sinais e receptores tem sido descrita, em especial por sinais como neurotramissores, hormônios e fatores de crescimento, mas também através da ativação de receptor tirosina cinase (TRK, em inglês tyrosine kinase receptors), receptores de células B e células T (BCR and TCR, em inglês B- and T- cell receptors), integrinas, receptores acoplados à proteína G (GPCR, em inglês G-protein-coupled receptor)  .
A ativação de PLC leva à clivagem do substrato preferencial da enzima, que é o fosfatidilinositol 4,5-bifosfato (PIP2), gerando dois produtos: o diacilglicerol (DAG) e o inositol 1,4,5-trifosfato (IP3) . DAG ativa a proteína cinase C (PKC, em inglês protein kinase C) dependente de cálcio, mas pode em seguida também ser clivada da membrana da célula para gerar o ácido araquidônico (AA). Esta via de formação de AA está mais associada à produção de endocanabinoides do que à formação de eicosanoides (iniciada principalmente a partir da ação de fosfolipases A). A molécula da IP3 liga-se a receptores IP3 (IP3R) no retículo endoplasmático, causando liberação de estoques de cálcio reticulares. Ultimamente, esses processos levam à regulação da expressão de genes de forma dependente do contexto celular. Entre algumas funções reguladas pela PLC estão: proliferação, diferenciação, crescimento, divisão, desgranulação, secreção, fertilização, transdução de sinal, motilidade .

## PLC em outras espécies
Enzimas PLC já foram identificadas em bactérias e tripanossomas, cada uma com o seu esquema de classificação correspondente:
- Fosfolipase C EC 3.1.4.11 - com atividade principalmente em eucariontes, em especial em humanos.
- Fosfolipase C dependente de zinco - uma família de enzimas bacterianas EC 3.1.4.3 que inclui as toxinas alfa.
- Fosfatidilinositol diacilglicerol-liase EC 4.6.1.13 - outra enzima associada com bactérias.[4]
- Glicosilfosfatidilinositol diacilglicerol-liase EC 4.6.1.14 - uma enzima tripanossómica, como o Trypanosoma brucei.[5]